# Kelike Shankou
Kelike Shankou (kinesiska: K’o-li-k’o Shan-k’ou) är ett bergspass i Kina. Det ligger i den västra delen av landet, 3 600 km väster om huvudstaden Peking. Kelike Shankou ligger 4 826 meter över havet.
Terrängen runt Kelike Shankou är kuperad åt nordost, men åt sydväst är den bergig.  Trakten runt Kelike Shankou är nära nog obefolkad, med mindre än två invånare per kvadratkilometer. Trakten runt Kelike Shankou är permanent täckt av is och snö.